# Taxillus zenii
Taxillus zenii är en tvåhjärtbladig växtart som beskrevs av Hua Shing Kiu. Taxillus zenii ingår i släktet Taxillus och familjen Loranthaceae. Inga underarter finns listade i Catalogue of Life.